# Kassina
Kassina là một chi động vật lưỡng cư trong họ Hyperoliidae, thuộc bộ Anura. Chi này có 16 loài và 19% bị đe dọa hoặc tuyệt chủng.

## Hình ảnh

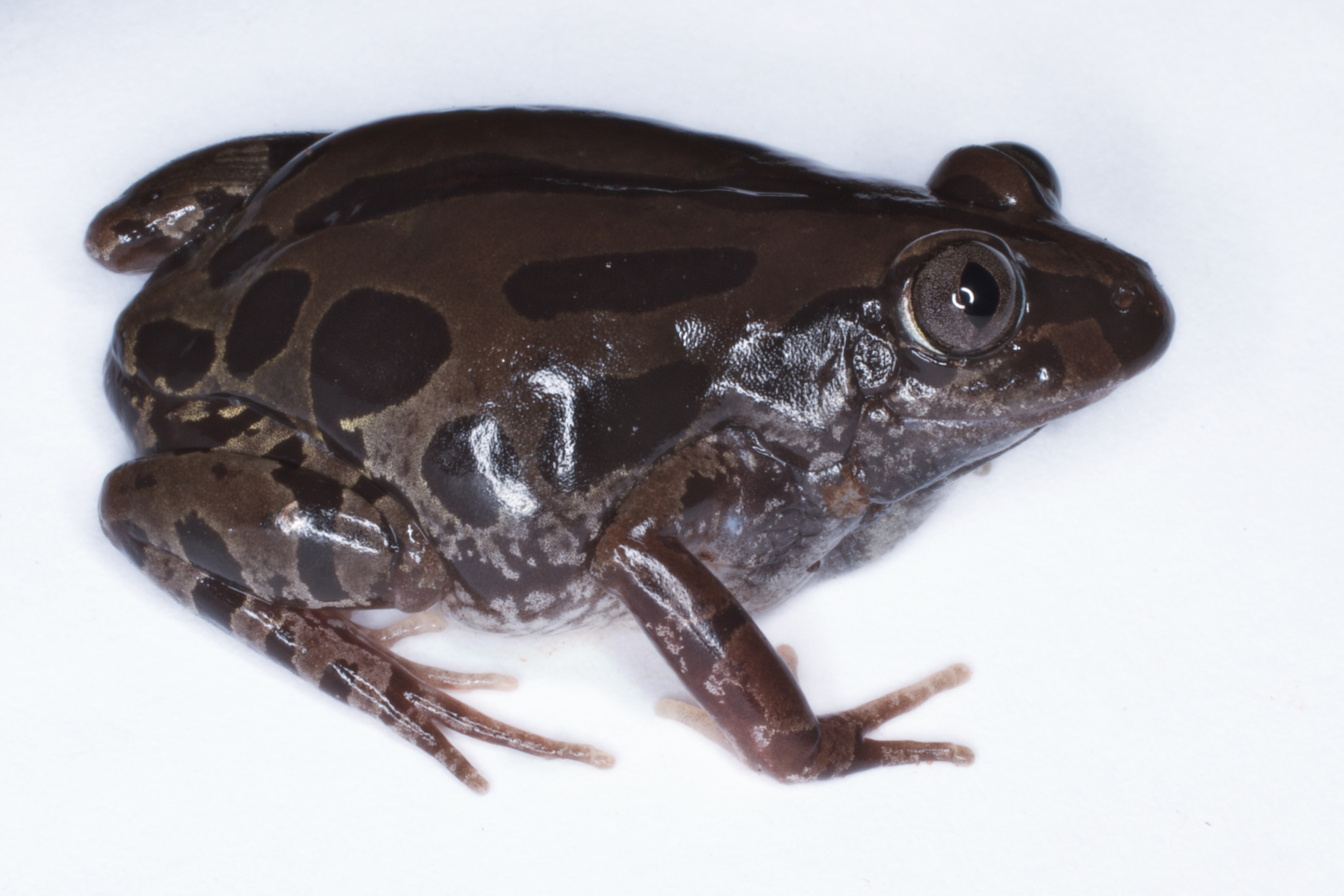